# Dasharatha Chavan
Dasharatha B. Chavan (ur. w Hajdarabadzie) – indyjski lekkoatleta, długodystansowiec, uczestnik igrzysk olimpijskich w 1928.
W Amsterdamie wystartował w biegu na 10 000 metrów (nie ukończył biegu).